# Daniel Bailey
Daniel Everton Bailey (* 9. September 1986) ist ein Sprinter aus Antigua und Barbuda, der sich auf den 100-Meter-Lauf spezialisiert hat. Er trug die Fahne seines Landes bei der Eröffnungsfeier der Olympischen Sommerspiele 2004 in Athen.

## Werdegang
Bailey repräsentierte Antigua und Barbuda bei den Olympischen Sommerspielen 2004, den Commonwealth Games 2006 und den Olympischen Sommerspielen 2008 in Peking. In Peking erreichte er beim 100-Meter-Sprint den zweiten Platz seines Vorlaufs, nur vier Hundertstelsekunden hinter Usain Bolt, in einer Zeit von 10,24 s. In der nächsten Runde kam er auf eine Zeit von 10,23 s. Allerdings qualifizierte er sich nicht für das Halbfinale, da er hinter Asafa Powell, Walter Dix und Derrick Atkins Vierter wurde.
Bailey startete in die Leichtathletiksaison 2009 mit seiner persönlichen Bestzeit von 10,02 s und starken 9,93 s über 100 Meter Anfang Mai. Bei den Weltmeisterschaften 2009 machte Bailey Schlagzeilen, als Bolt und er sich in einem Zwischenlauf angrinsten, obwohl die Ziellinie noch nicht überquert war. Beide gehören der gleichen Trainingsgruppe auf Jamaika an. Bailey erreichte bei den Weltmeisterschaften das Finale und belegte dort in 9,93 s den vierten Platz.
Bei den Hallenweltmeisterschaften 2010 in Doha gewann Bailey in 6,57 s die Bronzemedaille im 60-Meter-Lauf. Am 28. August erreichte er bei den Weltmeisterschaften 2011 mit 10,26 s den fünften Platz.
Daniel Bailey hat bei einer Körpergröße von 1,79 m ein Wettkampfgewicht von 68 kg.

## Bestleistungen

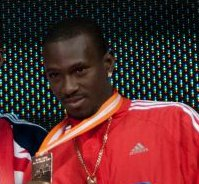
Daniel Bailey (2010)

- 100 m: 9,91 s, 17. Juli 2009, Paris
- 200 m: 20,81 s, 27. Juni 2004, Coatzacoalcos
- 60 m (Halle): 6,54 s, 21. Februar 2009, Birmingham